# Cefalosporină
Cefalosporinele alcătuiesc o clasă de antibiotice beta-lactamice care au fost izolate inițial din specii de fungi din genul Acremonium, denumit în trecut "Cephalosporium". Împreună cu cefamicinele, alcătuiesc clasa cefemelor. Au fost descoperite în 1945 și au fost comercializate pentru prima dată în anul 1964.

## Clasificare
Nucleul de bază cefam poate fi modulat structural pentru obținerea unor proprietăți farmacologice diferite. Cefalosporinele sunt clasificate în cinci generații pe baza activității lor antimicrobiene. Prima generație de cefalosporine conține compuși cu activitate mai slabă, iar generațiile următoare conțin antibiotice cu spectru de activitate cât mai larg (crește activitatea pe bacterii Gram-negative, dar scade cea pe bacterii Gram-pozitive). Începând cu generația a patra, antibioticele prezintă spectru larg de activitate.

### Generația 1
- Cefadroxil
- Cefalexină
- Cefaloridină
- Cefalotină
- Cefapirină
- Cefazolină
- Cefradină

### Generația 2
- Cefoxitină
- Cefotetan
- Cefuroximă
- Cefonicid
- Cefaclor
- Cefamandol
- Cefprozil
- Loracarbef (carbacefemă)

### Generația 3
- Cefotaximă
- Ceftriaxonă
- Cefiximă
- Cefoperazonă
- Ceftazidimă
- Ceftizoximă
- Cefditoren
- Cefotiam
- Cefdinir
- Cefpodoximă
- Latamoxef, Flomoxef (oxacefeme)

### Generația 4
- Cefepimă
- Cefpiromă
- Cefchinomă
- Cefozopran

### Generația 5
- Ceftarolină fosamil
- Ceftobiprol medocaril
- Ceftolozan

### Siderofori
- Cefiderocol